# Double outlet right ventricle
Der Double outlet right ventricle (DORV) ist eine angeborene Fehlbildung des Herzens, bei der die großen Arterien Aorta und Arteria pulmonalis ausschließlich aus dem rechten Ventrikel entspringen. Parallel besteht notwendigerweise immer ein Ventrikelseptumdefekt (VSD), welcher den einzigen Ausgang des linken Ventrikels darstellt, sowie häufig auch eine Pulmonalstenose. Es kann eine Transposition der großen Arterien, die in diesem Fall als d- bzw. l-Malposition bezeichnet werden, vorliegen.
Auch ein Ursprung von Aorta und A. pulmonalis aus dem linken Ventrikel (Double outlet left ventricle, DOLV) kommt in seltenen Fällen vor, Klinik und Therapie gleichen der des DORV.

## Entstehung
Da die Fehlbildung durch eine gestörte Drehung der Ausflussbahn des Herzen in der Embryonalentwicklung entsteht, wird sie als ein Zeichen einer Heterotaxie angesehen. In unterschiedlicher Häufigkeit ist dieser Herzfehler mit anderen Fehlbildungen wie Atriumseptumdefekt, persistierender Ductus arteriosus oder einer Aortenisthmusstenose verbunden. Die Klinik begründet sich in der Hämodynamik (Herzinsuffizienz) und Zyanose. Je nach Vorkommen und Fehlen oder dem Vorhandensein einer Pulmonalstenose ist die angesprochene Herzinsuffizienz und Zyanose Teil des klinischen Bildes.

## Einteilung
Einen wichtigen Einfluss auf die Hämodynamik und die klinische Ausprägung hat die Lage des VSD sowie das Vorhandensein und die Ausprägung einer Pulmonalstenose.
1. subaortalem VSD (Ventrikelseptumdefekt-Form)
2. subpulmonalem VSD (Transpositions-Form)
3. Mischform aus 1 + 2
4. VSD ohne räumliche Nähe zu Aorta oder Arteria pulmonalis

Anatomisch grenzt sich die subaortale Form des DORV mit Pulmonalstenose von der Fallot-Tetralogie nur durch die Verschiebung der Aorta um mindestens 50 % auf die Seite des rechten Ventrikels ab.

## Klinik
Allgemein finden sich unterschiedlich ausgeprägt Zeichen der Herzinsuffizienz. Im Weiteren allgemeine Zeichen angeborener Herzfehler wie Trinkschwäche und Gedeihstörungen.

### DORV ohne Pulmonalstenose
Über den subaortalem VSD fließt arterialisiertes, sauerstoffreiches Blut aus der Lunge vorwiegend in den Körperkreislauf, das venöse Blut fließt vorwiegend den regelrechten Weg über die A. pulmonalis in die Lunge. Das klinische Bild und die Hämodynamik entsprechend weitestgehend dem eines nicht drucktrennenden VSD.
Beim subpulmonalem VSD fließt das arterialisierte Blut in die Lunge, das venöse Blut vorwiegend in den Körper mit der Folge einer Zyanose. Das Bild ist vergleichbar mit einer Transposition der großen Arterien mit VSD. Nicht korrigiert kommt es in der Folge durch die Druckbelastung der Lunge zu einer pulmonalen Hypertonie.
Die Klinik der Mischform ist von der genauen Lage des VSD abhängig.
Bei fehlender räumlicher Nähe des VSD zur Aorta oder der Arteria pulmonalis kommt es zu einer Durchmischung von arterialisiertem und venösem Blut. Klinisch findet sich eine Zyanose. Die Patienten sind häufig Abhängig von einem persistierenden Ductus arteriosus (Duktusabhängigkeit).

### DORV mit Pulmonalstenose (Fallot-Form)
Bei bestehender Pulmonalstenose findet sich weitgehend das Bild einer Fallot-Tetralogie. Beim subaortalen VSD ohne, bei allen anderen Formen mit Zyanose. In Abhängigkeit von der Schwere der Pulmonalstenose besteht evtl. eine Duktusabhängigkeit.
Die Ausprägung dieses Herzfehlers kann sehr unterschiedlich sein, ja nachdem, welche Fehlbildungskombination vorliegt. In manchen Fällen hängt das Krankheitsbild in der Abgrenzung zur Fallotschen Tetralogie nur von der mehr oder weniger stark reitenden Aorta ab. Über den VSD wird venöses und arterielles Blut vermischt. Es entsteht eine Zyanose.

## Diagnostik
- Echokardiografie als beweisende nicht-invasive Untersuchungsmethode
- EKG (Zeichen der Rechtsherzbelastung)
- Röntgen, uncharakteristisch mit möglicherweise Zeichen einer vermehrten oder verminderten Lungendurchblutung
- Herzkatheteruntersuchung meist als ergänzende Untersuchung für die Operationsplanung (besonders bei einer komplexen Fehlbildung)

## Therapie
Die chirurgische Korrektur mit Hilfe der Herz-Lungen-Maschine hängt von der Schwere des Herzfehlers ab. Das Ziel ist die Herstellung einer normalen oder weitestgehend der Norm angenäherten Anatomie. Folgendes ist möglich:
- einseitige Korrektur für „einfache Varianten“
- Verschluss des VSD und Korrektur der Pulmonalstenose durch Erweiterung oder Implantation eines Homograft (menschliche Spenderklappe)
- liegt der VSD unterhalb der Pulmonalklappe oder unterhalb beider großen Arterien bzw. weit von den Gefäßen entfernt in der Muskulatur der Herzscheidewand kommt eine Rastelli-Operation zur Anwendung.
- wird durch den Verschluss des VSD der rechte Ventrikel der Körperschlagader und der linke Ventrikel der Lungenschlagader zugeordnet, und besteht eine Transposition der großen Arterien, wird eine „arterielle Switch-Operation“ durchgeführt.
- bei der Operation nach Damus-Kaye-Stensel wird die Transposition der großen Arterien dadurch korrigiert, dass die Lungenschlagader seitlich an die Körperschlagader angeschlossen wird
- selten ist die Fontan-Operation bei sehr komplizierten anatomischen Verhältnissen

Manchmal geht der Korrekturoperation die Anlage eines aorto-pulmonalen Shunts (bei starker Zyanose) oder die Anlage eines Pulmonalen Bandings (subpulmonaler VSD ohne Pulmonalstenose) voraus.

## Behandlungsergebnisse und Prognose
Die Korrektur kann relativ einfach mit sehr guten Operationsergebnissen sein. Bei komplexen Formen können auch später noch Probleme auftreten. Eine geringgradige weiter bestehende Verengung oder Undichtigkeit der Pulmonalstenose kann an Bedeutung gewinnen und eine spätere Operation notwendig machen. Ein kleiner weiter bestehender VSD hat in der Regel keine Bedeutung. Eine Einengung in der Ausflussbahn der linken Herzkammer (Aortenklappe) macht meist einen raschen erneuten Eingriff notwendig. Da diese Operation oft in der Nähe des Erregungsleitungssystems liegt, können bleibende Herzrhythmusstörungen auftreten. Allgemeine Prognosen sind angesichts der Vielfältigkeit dieses Herzfehlers nicht möglich.
Lebenslange Kontrolluntersuchungen sind notwendig. Ebenso die Einhaltung der Endokarditisprophylaxe.